# 大连快速公交

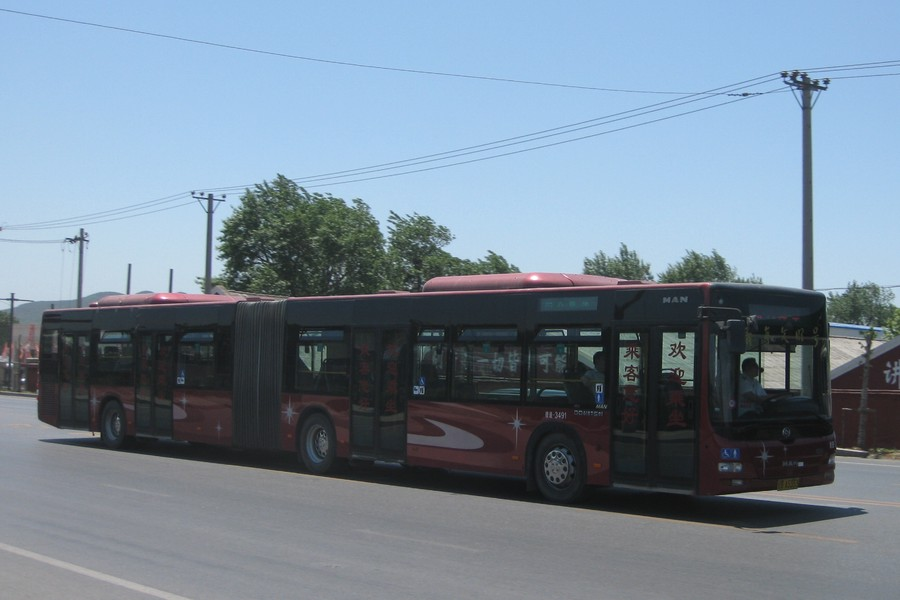
大连BRT曾使用的DD6187S01

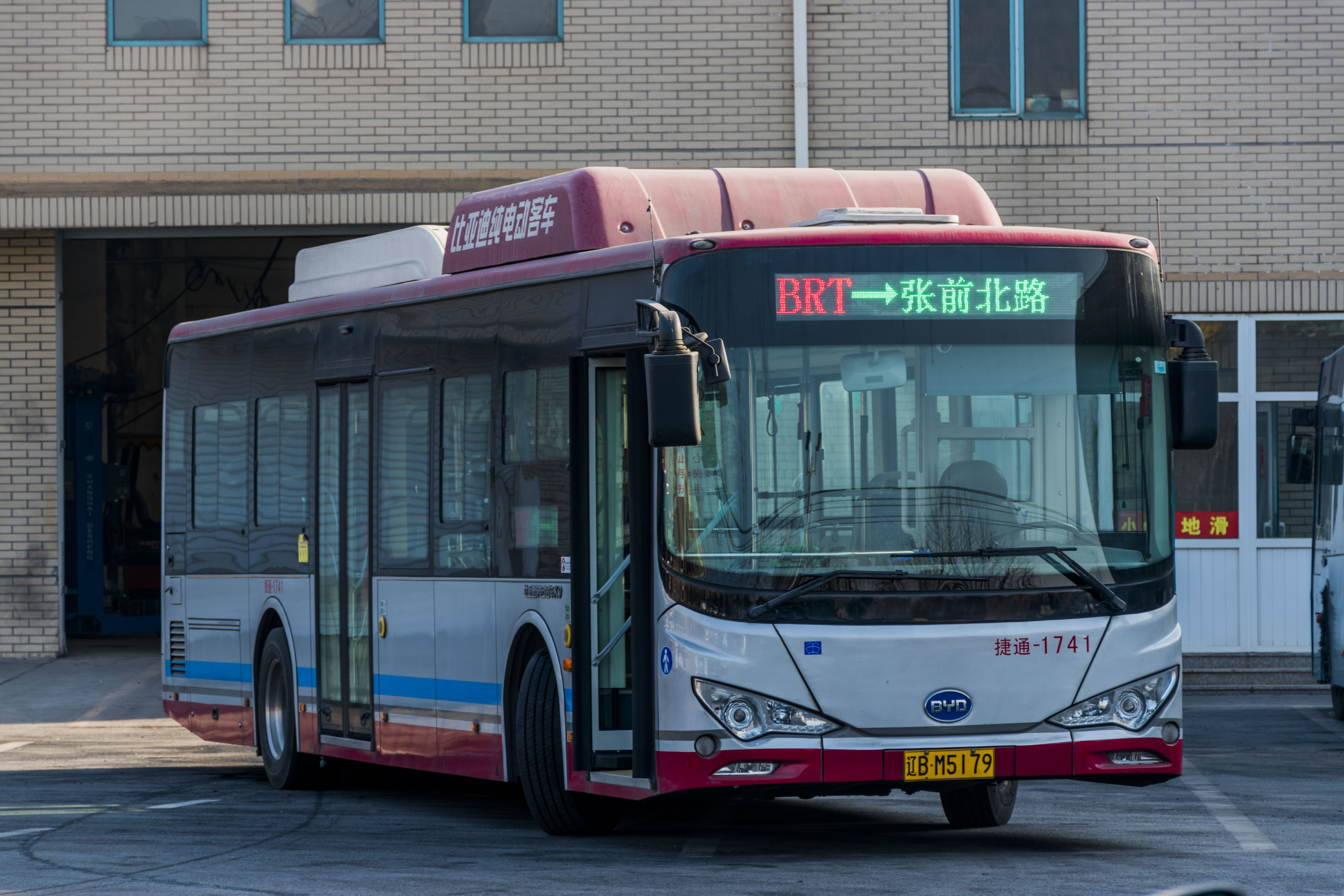
大连BRT曾使用的比亚迪纯电动客车K9F

大连快速公交（英語：Dalian Bus Rapid Transit，亦称大连BRT）是东北地区第一个，中国第五个快速公交系统。目前仅有兴工街-张前北路，而且没有再次建设的计划，并直称其为快速公交或BRT路，由张前北路经松江路、华北路至兴工街，于2007年5月中旬开工建设，2008年1月15日开始试运营，2008年1月18日正式开通。线路全长13.7公里，单程运行35分钟左右。大连快速公交取代了线路基本相似的原3路公交车。

## 运营
大连快速公交采取与大连普通线路相同的无人售票制，投币刷卡与轨道交通相似，即进入站台时投币或刷卡，但出站不刷卡。票价与绝大部分线路相同，单一票制1元，IC卡0.95元。
与北京快速公交1号线相似，大连BRT大部分路段为封闭专用车道，其中华北路南口至周水前桥南路段、双向周水子站区、双向泡崖村站区、北行友谊桥站区专用车道位于道路中间，泡崖村至美林公园段专用车道位于道路一侧，其余路段受条件限制与社会车辆混行。同站台乘客可免费换乘允许进入相应专用道、在本站台正常停靠的公交线路。站台早期设计为岛式封闭站台，位于专用道中间，后因专用道内需引入部分普通公交线路，遂改为侧式站台，全部采用天桥进出；车辆也采用传统的右侧开门。线路专有信号灯，但受道路车流量条件限制，故未实行优先通行。BRT也是大连市内第一条使用GPS自动报站的线路。

### 车辆
2008年，上线64台丹东黄海引进德国MAN技术生产的DD6127S01及DD6187S01型大型、特大型低地板城市客车（18米车中有一部车为德国MAN原厂散件CKD组装，原型为NG313，牌照为辽B A5315，车辆编号为捷通-3502，已于2017年报废），两种车型数量各占一半。其中DD6187S01也在常州BRT运营，而DD6127S01迄今为止为大连独有车型。车辆设计先进，车内为一踏，有供轮椅上下车的接驳板，车内也有轮椅位及孕妇位，车身甚至可向车门一侧倾斜，便于行动不便人士上下车。
开线初期车辆暂驻原通利公司（已并入汽车三分公司）车场，2009年中期位于张前北路终点的专用车场建成。
2017年，MAN的车型已连续投入运营第9年，大多数车已开始老化，并且维修成本极高，因此报废11台DD6127S01和4台DD6187S01（包括辽B A5315）。为了补充因车况原因报废车辆而损失的运力，捷通公司在BRT线路上投放8台比亚迪纯电动客车K9F。
2018年1月，捷通公司在BRT上投放5台2017版比亚迪K9F，又称比亚迪K9FE。
2020年12月，捷通公司在BRT上投放65台BYD6122B2EV2型客车。原有两款MAN车型全部报废。
目前BRT由汽车四分公司运营，运营车辆为38台BYD6122B2EV2，其余27台已转入其他线路运营。

## 争议
该线路自开通以来就有争议。反对者称独占专用道浪费道路资源导致道路拥堵加剧；而支持者反驳称开通BRT同时撤销调整部分普通线路，同时载客量增加，一定程度上中和了对道路的占用情况，更指出BRT的重要特征之一即是路权专有，否则无法保证线路通畅，影响车辆行驶速度。

## 现況
沙河口火车站东侧铁路桥洞道路狭窄且因轨线过多而难于拓宽，成为全线一大瓶颈，尤其在高峰期拥堵更为严重。因禁止社会车辆进入专用道的相关规定并未严格实施，摩托车、轿车等社会车辆可随意进入专用道；所行驶道路进行大规模施工，对线路运行产生较大影响。目前运行效果并不理想。
2019年，大连市人民政府印发的《大连市城市公交优化发展方案》中曾出现有“新规划建设3条BRT线路”的内容，但此后便无下文。